# ولسوالی ده‌صلاح
ولسوالی دِه‌صلاح یکی از ۱۵ ولسوالی‌‌‌‌ ولایت بغلان، به مرکزیت شهر ده‌صلاح در شمال افغانستان است. ده‌صلاح از ولسوالی‌های درجه سوم ولایت بغلان بوده، ۴۷۰ کیلومترمربع مساحت دارد و پانزدهمین ولسوالی بزرگ‌ بغلان می‌باشد. این ولسوالی با ۳۶٬۱۳۷ نفر جمعیت در سال ۱۳۹۹، هفتمین ولسوالی پر چمعیت ولایت بغلان است.

## جغرافیا
ولسوالی دِه‌صلاح از شمال غرب با ولسوالی جلگه، از شرق با ولسوالی‌ خوست و فرنگ، از جنوب شرق با ولسوالی‌ پل حصار و از جنوب غرب با ولسوالی اندراب محدود می‌باشد.
ولسوالی دِه‌صلاح از ولسوالی های سرسبز ولایت بغلان است که ۷۶٫۸ نفر در هر کیلومتر مربع آن زندگی می‌کنند. آب و هوای دِه‌صلاح معتدل و مرطوب است و متوسط دما ۹ درجه سانتی‌گراد است. گرم‌ترین ماه آن، ماه اسد با ۲۳ درجه سانتی‌گراد و سردترین ماه آن، ماه دلو با ۶- درجه سانتی‌گراد می‌باشد. میزان بارش به طور میانگین ۷۵۳ میلی متر در سال است. مرطوب‌ترین ماه آن، ماه حوت با ۱۷۷ میلی‌متر و خشک‌ترین ماه آن، ماه اسد با ۳ میلی‌متر بارندگی است.

## منبع‌ها
1. 1 2  «Baghlan A Socio-Economic and Demographic Profile» (PDF). صندوق جمعیت سازمان ملل متحد. اداره مرکزی آمار افغانستان. دریافت‌شده در ۱۲-۱۲-۱۳۹۰. تاریخ وارد شده در |تاریخ بازدید= را بررسی کنید (کمک)[پیوند مرده]
2. ↑  Ang kasarangang giiniton ۸  °C . Ang kinainitan nga bulan Hulyo, sa ۲۲  °C , ug ang kinabugnawan Enero, sa −۸ °C